# Цветков, Александр Александрович
Алекса́ндр Алекса́ндрович Цветко́в (1840—1892) — русский педагог.

## Биография
Родился в 1840 году. Окончил кандидатом Санкт-Петербургскую духовную академию.
С 1 сентября 1866 года преподавал русский язык в Кронштадтской гимназии; с августа 1871 года — во 2-й Санкт-Петербургской. Затем был преподавателем словесности в 7-й Санкт-Петербургской гимназии и в Мариинском институте (1878—1883).
Умер в Санкт-Петербурге 24 марта (5 апреля) 1892 года.